# Pomacentrus caeruleus
 Pomacentrus caeruleus és una espècie de peix de la família dels pomacèntrids i de l'ordre dels perciformes.

## Morfologia
Els mascles poden assolir els 10 cm de longitud total.

## Distribució geogràfica
Es troba des de l'Àfrica oriental (començant a Durban) fins a les Maldives.